# Agrostis
Genre
Agrostis est un genre de plantes monocotylédones de la famille des Poaceae (graminées), à distribution sub-cosmopolite, qui comprend environ 220 espèces des régions tempérées et froides. 
Plusieurs espèces de ce genre sont parfois employées dans les mélanges comme plantes fourragères pour prairies ou pâtures. Cependant, quoique les Agrostis puissent être recommandables dans certaines conditions spéciales, on ne peut guère les considérer comme étant d'excellentes graminées fourragères.
D'autres espèces telles que l'Agrostide ténue et l'Agrostide stolonifère sont utilisées pour les gazons d'agrément et certains terrains de sport (green de golf).
Elles sont toutes plus ou moins traçantes et envahissantes et peuvent devenir de véritables mauvaises herbes, vivant au détriment des plantes voisines, à la fois plus délicates et plus riches en principes nutritifs. Cette fâcheuse particularité des Agrostis est si bien connue qu'on les appelle quelquefois, à tort, « chiendent ». On leur donne aussi les noms vulgaires de « traînasse » ou « terrenne ».

## Caractéristiques générales
Les caractères communs à toutes les espèces du genre Agrostis sont les suivants : Épillets pédicellés, comprimés par le côté, convexes sur les deux faces, renfermant une fleur hermaphrodite et, quelquefois, le rudiment d'une seconde fleur, formant par leur réunion une panicule rameuse. Glumes plus longues que la fleur, carénées, un peu inégales. aiguës. Glumelles très inégales, membraneuses, s'étalant pendant l'anthèse; l'inférieure brièvement barbue à sa base, oblongue, carénée, tronquée et dentelée au sommet, munie ou dépourvue d'une arête dorsale genouillée; glumelle supérieure beaucoup plus petite, bicarénée, souvent complètement nulle. Glumellules entières, glabres. Étamines 1-3. Stigmates presque sessiles, plumeux, s'étalant à la base de la fleur. Caryopse libre, glabre, ellipsoïde, non comprimé et à section transversale orbiculaire, muni d'un léger sillon sur la face interne.
Les graines des Agrostis sont très fines et demandent à être peu recouvertes, ce qui exige des soins particuliers pour leur semis.

## Propriétés
On a montré au début des années 1990 que certaines populations d'agrostides (notamment des espèces Agrostis capillaris et Agrostis tenuis) peuvent présenter des capacités de résistance à des sels de l'acide arsénique (arséniates), substances entrant dans la composition de certains désherbants notamment utilisés sur les golfs. En concentrant ce poison sans en mourir, ces plantes peuvent aussi contribuer à décontaminer l'environnement (ou être utilisées lors d'opérations de phytoremédiation).

## Liste d'espèces
Selon The Plant List (2 novembre 2017) :
- Agrostis acutiflora (Schrad.) C.C. Gmel.
- Agrostis adamsonii Vickery
- Agrostis aemula R.Br.
- Agrostis aequata Nees
- Agrostis aequivalvis (Trin.) Trin.
- Agrostis agrostiflora (Beck) Janch. & H.Neumayer
- Agrostis alpina Scop. -  Agrostide des Alpes
- Agrostis ambatoensis Asteg.
- Agrostis amurensis Prob.
- Agrostis anadyrensis Soczava
- Agrostis angrenica (Butk.) Tzvelev
- Agrostis arvensis Phil.
- Agrostis atlantica Maire & Trab.
- Agrostis australiensis Mez
- Agrostis avenacea J.F.Gmel.
- Agrostis bacillata Hack.
- Agrostis balansae (Boiss.) Tzvelev
- Agrostis barbuligera Stapf
- Agrostis barceloi L.Sáez & Rosselló
- Agrostis basalis Luces
- Agrostis barbigera - Agrostide barbue
- Agrostis bergiana Trin.
- Agrostis borbonica - Agrostide de Bourbon
- Agrostis bergiana Trin.
- Agrostis berlandieri E.Fourn. ex Hemsl.
- Agrostis bettyae S.W.L.Jacobs
- Agrostis billardierei R.Br.
- Agrostis bjoerkmannii Widén
- Agrostis blasdalei Hitchc.
- Agrostis boliviana Mez
- Agrostis boormanii Vickery
- Agrostis bourgeaei E.Fourn.
- Agrostis boyacensis Swallen & Garc.-Barr.
- Agrostis brachiata Munro ex Hook.f.
- Agrostis brachyathera Steud.
- Agrostis breviculmis Hitchc.
- Agrostis burmanica Bor
- Agrostis calderoniae Acosta
- Agrostis canina L. - Agrostide des chiens
- Agrostis capillaris L. - Agrostide commune ou Agrostis commune
- Agrostis carmichaeli Schult. & Schult.f.
- Agrostis castellana Boiss. & Reut.
- Agrostis castriferrei Waisb.
- Agrostis clavata Trin.
- Agrostis clavatiformis Prob.
- Agrostis clemensorum Bor
- Agrostis congestiflora Tutin & E.F.Warb.
- Agrostis continuata Stapf
- Agrostis curtisii Kerguélen, syn. Agrostis setacea Sibth., Agrostide à soie
- Agrostis cypricola H.Lindb.
- Agrostis delicatula Pourr. ex Lapeyr.
- Agrostis delislei Hemsl.
- Agrostis densiflora Vasey
- Agrostis diemenica D.I.Morris
- Agrostis dimorpholemma Ohwi
- Agrostis divaricatissima Mez
- Agrostis drummondiana (Steud.) Vickery
- Agrostis dshungarica (Tzvelev) Tzvelev
- Agrostis dyeri Petrie
- Agrostis elliotii Hook. ex Scott-Elliot
- Agrostis elliottiana Schult.
- Agrostis emirnensis (Baker) Bosser
- Agrostis eriantha Hack.
- Agrostis exarata Trin.
- Agrostis exserta Swallen
- Agrostis filipes Hook.f.
- Agrostis flaccida Hack.
- Agrostis foliata Hook.f.
- Agrostis fouilladeana Lambinon & Verloove
- Agrostis fouilladei P.Fourn.
- Agrostis gelida Trin.
- Agrostis ghiesberghtii E.Fourn. ex Hemsl.
- Agrostis ghiesbreghtii E. Fourn.
- Agrostis gigantea Roth
- Agrostis glabra (J.Presl) Kunth
- Agrostis goughensis C.E.Hubb.
- Agrostis gracilifolia C.E.Hubb.
- Agrostis gracililaxa Franco
- Agrostis griffithiana (Hook.f.) Bor
- Agrostis hallii Vasey
- Agrostis hegetschweileri Brügger
- Agrostis hendersonii Hitchc.
- Agrostis hesperica Romero García, Blanca, G.López & C.Morales
- Agrostis hideoi Ohwi
- Agrostis hirta Veldkamp
- Agrostis holgateana C.E.Hubb.
- Agrostis hookeriana C.B.Clarke ex Hook.f.
- Agrostis hooveri Swallen
- Agrostis howellii Scribn. ex Vasey
- Agrostis hugoniana Rendle
- Agrostis humilis Vasey
- Agrostis hyemalis (Walter) Britton, Sterns & Poggenb.
- Agrostis hygrometrica Nees
- Agrostis idahoensis Nash
- Agrostis imbecilla Zotov
- Agrostis imberbis Phil.
- Agrostis inaequiglumis Griseb.
- Agrostis inconspicua Kunze
- Agrostis infirma Buse
- Agrostis insularis Rúgolo & A.M.Molina
- Agrostis isopholis C.E.Hubb.
- Agrostis jahnii Luces
- Agrostis joyceae S.W.L.Jacobs
- Agrostis juressii Link
- Agrostis kamtschatica Prob.
- Agrostis keniensis Pilg.
- Agrostis kilimandscharica Mez
- Agrostis koelerioides É.Desv.
- Agrostis kolymensis Kuvaev & A.P.Khokhr.
- Agrostis korczaginii Senjan.-Korcz.
- Agrostis lachnantha Nees
- Agrostis lacuna-vernalis P.M. Peterson & R. J. Soreng
- Agrostis lacunis D.I.Morris
- Agrostis laxissima Swallen
- Agrostis lazica Balansa
- Agrostis lehmannii Swallen
- Agrostis lenis Roseng.
- Agrostis leptostachys Hook.f.
- Agrostis leptotricha É.Desv.
- Agrostis liebmannii (E.Fourn.) Hitchc.
- Agrostis limitanea J.M.Black
- Agrostis longiberbis Hack. ex Lor.B.Sm.
- Agrostis lyallii Hook.f.
- Agrostis mackliniae Bor
- Agrostis mannii (Hook.f.) Stapf
- Agrostis masafuerana Pilg.
- Agrostis media Carmich.
- Agrostis meionectes Vickery
- Agrostis meridensis Luces
- Agrostis mertensii Trin.
- Agrostis merxmuelleri Greuter & H.Scholz
- Agrostis meyenii Trin.
- Agrostis micrantha Steud.
- Agrostis microphylla Steud.
- Agrostis minor (Benth.) J.M. Black
- Agrostis montevidensis Spreng. ex Nees
- Agrostis muelleriana Vickery
- Agrostis munroana Aitch. & Hemsl.
- Agrostis murbeckii Fouill.
- Agrostis muscosa Kirk
- Agrostis musjidii Rajesw., R.R.Rao & Arti Garg
- Agrostis nagensis Bor
- Agrostis nebulosa Boiss. & Reut.
- Agrostis nervosa Nees ex Trin.
- Agrostis nevadensis Boiss.
- Agrostis nevskii Tzvelev
- Agrostis nipponensis Honda
- Agrostis novogaliciana McVaugh
- Agrostis novograblenovii Prob.
- Agrostis obtusissima Hack.
- Agrostis olympica (Boiss.) Bor
- Agrostis oresbia Edgar
- Agrostis pallens Trin.
- Agrostis pallescens Cheeseman
- Agrostis paramushirensis Prob.
- Agrostis parviflora R.Br.
- Agrostis paulsenii Hack.
- Agrostis peninsularis Hook.f.
- Agrostis perennans (Walter) Tuck.
- Agrostis personata Edgar
- Agrostis petriei Hack.
- Agrostis philippiana Rúgolo & De Paula
- Agrostis pilgeriana C.E.Hubb.
- Agrostis pilosula Trin.
- Agrostis pittieri Hack.
- Agrostis platensis Parodi
- Agrostis plebeia R.Br.
- Agrostis pourretii Willd.
- Agrostis preissii (Nees) Vickery
- Agrostis producta Pilg.
- Agrostis propinqua S.W.L.Jacobs
- Agrostis quinqueseta (Steud.) Hochst.
- Agrostis reuteri Boiss.
- Agrostis rosei Scribn. & Merr.
- Agrostis rossiae Vasey
- Agrostis rudis Roem. & Schult.
- Agrostis rupestris All. - Agrostide des rochers
- Agrostis salaziensis - Agrostide de Salazie
- Agrostis salsa Korsh.
- Agrostis sandwicensis Hildebr.
- Agrostis scabra Willd.
- Agrostis scabrifolia Swallen
- Agrostis schaffneri E.Fourn.
- Agrostis schlechteri Rendle
- Agrostis schleicheri Jord. & Verl.
- Agrostis schmidii (Hook.f.) Bor
- Agrostis schneideri Pilg.
- Agrostis sclerophylla C.E.Hubb.
- Agrostis serranoi Phil.
- Agrostis sesquiflora É.Desv.
- Agrostis sichotensis Prob.
- Agrostis sikkimensis Bor
- Agrostis sinocontracta S.M.Phillips & S.L.Lu
- Agrostis sinorupestris L.Liu ex S.M.Phillips & S.L.Lu
- Agrostis sodiroana Hack.
- Agrostis stolonifera L. - Agrostide blanche
- Agrostis striata Colenso
- Agrostis subclavata Prob.
- Agrostis subpatens Hitchc.
- Agrostis subrepens (Hitchc.) Hitchc.
- Agrostis subulata Hook.f.
- Agrostis subulifolia Stapf
- Agrostis taliensis Pilg.
- Agrostis tandilensis (Kuntze) Parodi
- Agrostis tateyamensis Tateoka
- Agrostis taylorii C.E.Hubb.
- Agrostis tenerrima Trin.
- Agrostis thompsoniae S.W.L.Jacobs
- Agrostis thurberiana Hitchc.
- Agrostis tibestica Miré & Quézel
- Agrostis tilenii G.Nieto Fel. & Castrov.
- Agrostis tolucensis Kunth
- Agrostis trachychlaena C.E.Hubb.
- Agrostis trachyphylla Pilg.
- Agrostis trichodes (Kunth) Roem. & Schult.
- Agrostis trisetoides Steud.
- Agrostis tsaratananensis A.Camus
- Agrostis turrialbae Mez
- Agrostis tuvinica Peschkova
- Agrostis uliginosa Phil.
- Agrostis umbellata Colla
- Agrostis ushae Noltie
- Agrostis ussuriensis Prob.
- Agrostis variabilis Rydb.
- Agrostis venezuelana Mez
- Agrostis venusta Trin.
- Agrostis vidalii Phil.
- Agrostis vinealis Schreb.
- Agrostis virescens Kunth
- Agrostis volkensii Stapf
- Agrostis wacei C.E.Hubb.
- Agrostis wardii Bor

## Importance économique
De nombreuses espèces d'Agrostis ont une importance économique significatives :
- espèces adventices des cultures, parmi les plus sigificatives figurent : Agrostis canina, Agrostis castellana, Agrostis gigantea, Agrostis stolonifera, Agrostis tenuis ;
- espèces cultivées comme plantes fourragères : Agrostis palustris, Agrostis tenuis (seulement sur sols pauvres et acides), etc. ;
- espèces importantes des prairies naturelles : Agrostis exarata, Agrostis oregonensis, Agrostis tenuis, Agrostis variabilis, etc. ;
- espèces cultivées pour les pelouses et terrains de sports : Agrostis canina, Agrostis stolonifera, Agrostis tenuis, etc.

## Étymologie
Le nom générique « Agrostis » est un mot emprunté au grec ancien, « ἄγρωστις » (agrostis), qui désignait dans l'Antiquité une plante fourragère non déterminée, ou au latin agrostis (même signification).